# اولنا رادچنکو
اولنا رادچنکو (انگلیسی: Olena Radchenko؛ زادهٔ ۲۱ مهٔ ۱۹۷۳) بازیکن هندبال اهل اوکراین است.